# Gare de Fraize
Cet article concerne la gare. Pour les autres significations, voir Fraize (homonymie).
La gare de Fraize est une gare ferroviaire française (fermée et désaffectée) de la ligne de Saint-Léonard à Fraize, située sur le territoire de la commune de Fraize dans le département des Vosges en région Lorraine.
Elle est mise en service en 1876 par la compagnie des chemins de fer des Vosges, puis reprise en 1883 par la Compagnie des chemins de fer de l'Est. Elle est fermée, en 1939 au trafic voyageurs par la Société nationale des chemins de fer français (SNCF).

## Situation ferroviaire
Établie à 507 m d'altitude, la gare terminus de Fraize était située au point kilométrique (PK) 7,4 de la ligne de Saint-Léonard à Fraize (fermée et partiellement déclassée), après la gare d'Anould (fermée) dont elle était séparée par la halte de Ban-sur-Meurthe-Clefcy. 
La ligne est déclassée et transformée en voie verte d'Anould à Fraize. La gare en service la plus proche est celle de Saint-Léonard.

## Histoire
La gare de Fraize est mise en service le 3 décembre 1876 par la compagnie des chemins de fer des Vosges lorsqu'elle ouvre à l'exploitation sa ligne de Saint-Léonard à Fraize.

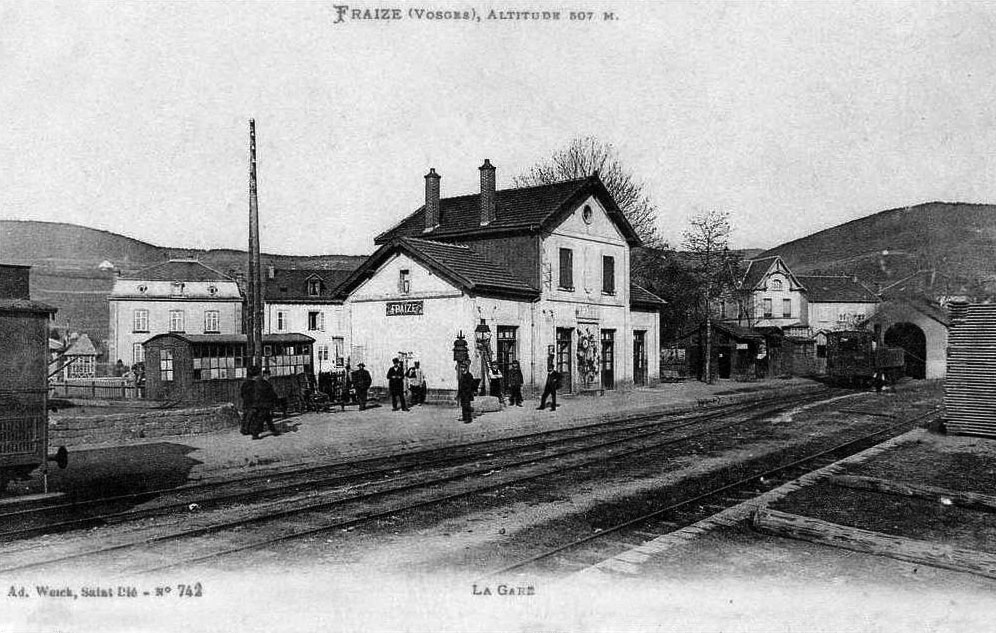
Intérieur de la gare vers 1900.

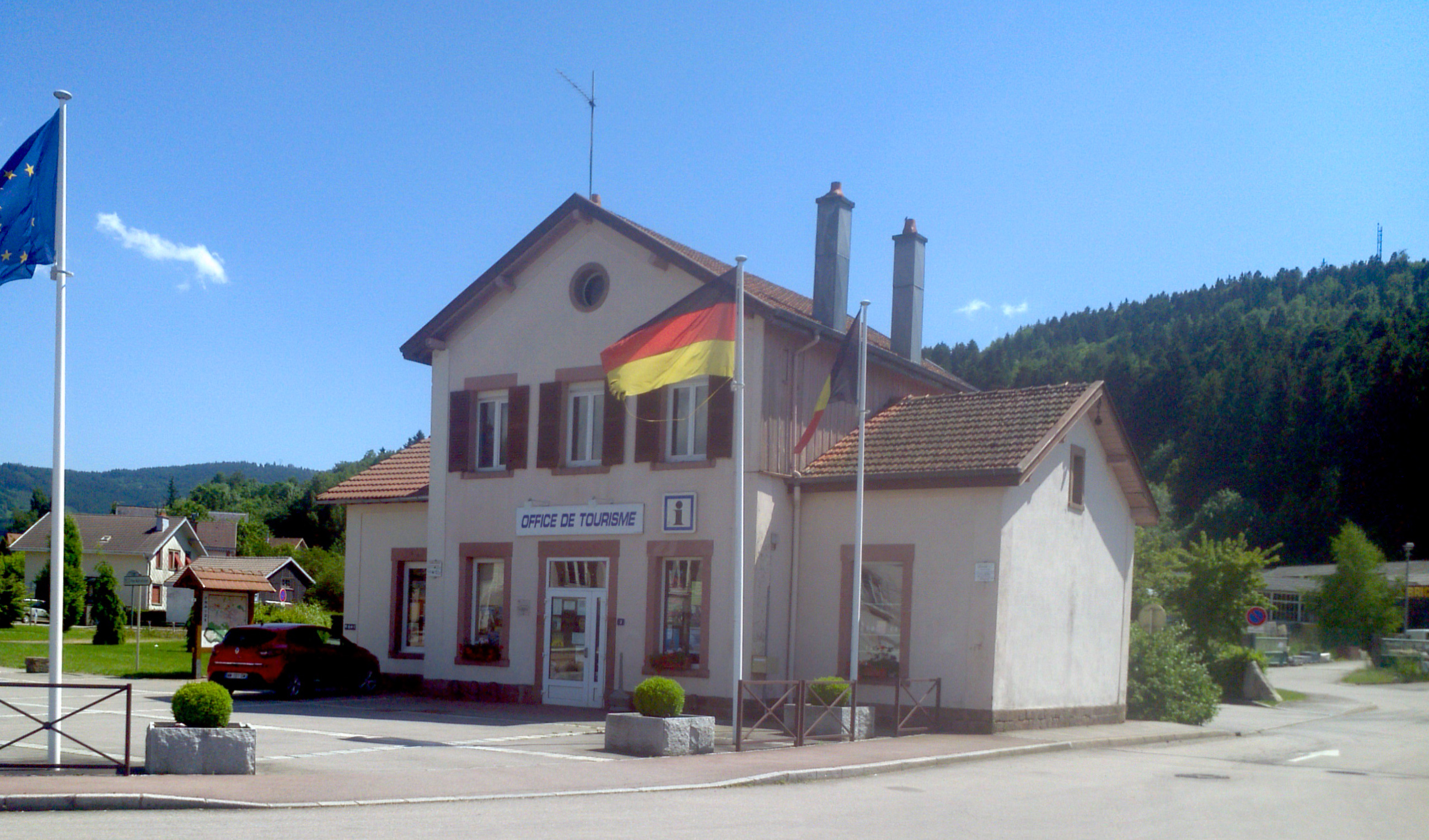
La gare aujourd'hui (June 2013).

La fermeture du service voyageurs de la ligne et de la gare a lieu le 9 janvier 1939. 
Les trains de marchandises vont vers Fraize jusqu'au 1er septembre 1988 et le déclassement de la voie entre la gare d'Anould et la gare de Fraize, a lieu le 10 novembre 1993. La plate-forme ferroviaire d'Anould à Fraize est ensuite transformée en voie verte, accessible aux randonneurs, cyclistes et pratiquants du roller.
Le bâtiment voyageurs de la gare de Fraize accueille désormais l'office du tourisme de Fraize.

## Service des voyageurs
La gare et la ligne n'ont plus d'activité ferroviaire. 